# Lucus a non lucendo
Lucus a non lucendo: frase latina, che significa letteralmente «[La parola] bosco [deriva] da "che non è illuminato"» oppure, parafrasando: «si dice “lucus” [la parola latina per “bosco”] perché non dà luce»
È una delle etymologiae e contrariis proposte da Varrone nel suo trattato De lingua latina, la prima opera latina a trattare dell'origine delle parole. Varrone aveva proposto vari tipi di etimologia, come quelle per trasformazione fonetica o per analogia: mancando però di una base scientifica, molte delle sue ipotesi sono state in seguito smentite. La categoria delle "etimologie dall'opposto", per cui una parola dovrebbe derivare dall’assenza nel significato di una certa caratteristica (come appunto il bosco privo di luce o, in un altro caso, il cane che non canta), è aperta a grandi svarioni; pertanto, la locuzione lucus a non lucendo ha ormai assunto il significato di "ipotesi completamente sballata".
Ironicamente, recenti studi etimologici hanno effettivamente ipotizzato un collegamento tra la parola "lucus" e "lux", in riferimento alla luce delle radure boschive dove venivano compiuti i sacrifici.